# Slag bij Bosworth
De Slag bij Bosworth was de laatste en beslissende slag van de Rozenoorlogen, een serie van burgeroorlogen tussen het Huis Lancaster en het Huis York om de troon van Engeland. De slag vond plaats op 22 augustus 1485 bij het plaatsje Market Bosworth, zo'n 25 km ten westen van de stad Leicester. Het gevecht ging tussen de Engelse koning Richard III en de latere koning Hendrik VII Tudor. Onder historici bestaat er nog geen volledige consensus over hoe de slag precies verliep; de hieronder volgende informatie is wellicht gedeeltelijk onjuist.

## Aanloop
Hendrik VII Tudor had tijdens zijn ballingschap in Frankrijk financiële steun gekregen voor zijn plan Richard van de troon te stoten. Op 7 augustus 1485 kwam hij per schip vanuit Frankrijk aan in Milford Haven, in het zuidwesten van Wales. Op dat moment beschikte hij over zo'n 2.000 Franse huurlingen en enige Lancasterse ridders. Tijdens zijn mars oostwaarts kreeg hij versterkingen, zodat het totaal op zo'n 5.000 kwam.
Richard III bevond zich begin augustus in Nottingham en beschikte over bijna 12.000 man. Echter, 4.000 hiervan werden aangevoerd door de broers Stanley, op wie hij niet volledig kon vertrouwen. Op de 19e kwam hij aan in Leicester en op de 21e, de dag voor de slag, bevonden de legers zich tegenover elkaar, zo'n 4 km ten zuiden van Market Bosworth.

## Slag
De slag vond vermoedelijk plaats op en nabij Ambion Hill. De belangrijkste bevelhebbers waren, naast de al genoemden, de hertog van Norfolk en de earl van Northumberland (beide onder Richard) en de hertog van Oxford (Hendrik). Vergeleken met Richard had Hendrik weinig militaire ervaring, maar dat werd gecompenseerd door die van Oxford en Hendriks oom Jasper Tudor.
Het gevecht duurde in totaal ongeveer twee uur. Richard profiteerde niet van zijn betere positie, zodat de eerste charge werd uitgevoerd door de troepen van Oxford. De hertog van Norfolk sneuvelde al snel. Gedurende het eerste uur leek het gevecht in evenwicht, maar toen de broers Stanley, die zich tot dan toe afzijdig hadden gehouden, de kant van Hendrik kozen, kreeg deze een numeriek overwicht. Richards situatie verergerde, doordat Northumberland naliet op dat moment de reserves in stelling te brengen.
Toen Richard Hendrik zag rijden, omringd door niet meer dan zijn lijfwacht, probeerde hij bij hem te komen om hem te doden. Dit lukte bijna; op korte afstand van Hendrik werd Richard van zijn paard getrokken en om het leven gebracht. De plek waar dat gebeurd zou zijn, wordt nu gemarkeerd door de zogeheten death stone. Richard III was de laatste Engelse koning die stierf op het slagveld. Na afloop van de slag werd Hendrik gekroond tot koning van Engeland op een heuvel die nu bekendstaat als Crown Hill.

## Varia
- De slag vormt een gedeelte van de vijfde akte van Shakespeares toneelstuk The Tragedy of Richard the Third. Ook zijn er later ballades over geschreven, zoals The Rose of England en The Ballad of Bosworth Field.
- De historicus Michael Bennett publiceerde in 1985 een gezaghebbend boek over de slag, getiteld The Battle of Bosworth.
- Aflevering 1 van het eerste seizoen van de BBC-serie Blackadder speelt rond de slag bij Bosworth.
- De slag bij Bosworth is een populair onderwerp bij reënactmentgroepen. De slag wordt elk jaar in augustus in de buurt van Market Bosworth nagespeeld.
- De slag wordt ook uitgebeeld in de 10e en laatste aflevering van de BBC-reeks "The White Queen " (2013) waarin Aneurin Barnard de rol speelt van Richard III.